# Гольдорф
Гольдорф (нім. Holdorf) — сільська громада в Німеччині, розташована в землі Нижня Саксонія. Входить до складу району Фехта .
Площа — 54,86 км2. Населення становить 7455 ос. (станом на 31 грудня 2021).